# Glaucos de Carystos
Pour les articles homonymes, voir Glaucos.
Glaucos de Carystos (grec ancien : Γλαῦκος / Glaûkos) est un des plus célèbres athlètes grecs de l'Antiquité. Il a vécu entre la fin du VIe et le début du Ve siècle av. J.-C., et s'illustrait au pugilat.

## Biographie
Son histoire est essentiellement connue grâce à Pausanias, qui la raconte en détail : fils de Démylos,, il nait à Anthédon en Béotie et descendrait du dieu Glaucos. Habitant Carystos en Eubée, Glaucos est un simple paysan ; un jour que le soc de sa charrue s'est détaché, il le rajuste en se servant de sa main comme d'un marteau. Démylos le voyant faire amène son fils à Olympie pour qu'il participe au concours de pugilat. Sans expérience, Glaucos reçoit de nombreux coups et manque d'abandonner lors du dernier combat, quand son père lui crie : « Enfant, frappe comme sur la charrue ! ». Il assène alors un coup fatal et remporte la victoire.
Son palmarès varie selon les sources :
- Pausanias[4] : 2 pythiques, 8 isthmiques et néméennes, auxquelles il faut ajouter la victoire olympique décrite ci-dessus ;
- Souda[5] : 25 olympiques (?), 3 pythiques et 10 isthmiques ;
- Anecdota graeca :
  - 20 années d'olympiades (?), 3 pythiques et 10 isthmiques[6],
  - 3 olympiques, 8 pythiques et isthmiques, et plusieurs néméennes (?)[7].

D'après plusieurs sources confidentielles,,, Glaucos aurait été un temps tyran de Camarina en Sicile à l'instigation de Gélon, tyran de Syracuse. Il y aurait trouvé la mort, exécuté soit par les Camariniens, soit par Gélon,. À sa mort, il est brûlé par les Carystiens sur une petite île qui prendra le nom d'« île de Glaucos ». Une statue lui fut dédiée à Olympie par son fils, œuvre de Glaucias d'Égine. Il y est représenté en mouvement de combat, pour honorer sa grande habileté technique. Sa taille aurait été de 5 coudées moins 4 doigts, soit environ 2,15 m (si sa statue était à l’échelle comme celle des vainqueurs iconiques).[réf. nécessaire] Pour les Grecs jusqu'à l'époque romaine, son nom était synonyme de champion. Simonide composa une ode à sa gloire où il déclarait que ni Pollux ni Héraclès n’auraient pu rivaliser avec lui. Eschine et Démosthène utilisèrent aussi son nom comme celui d'un grand champion du passé, de même que Philostrate.